# Маріанн (Пенсільванія)
Маріанн (англ. Marianne) — переписна місцевість (CDP) в США, в окрузі Клеріон штату Пенсільванія. Населення — 1063 особи (2020).

## Географія
Маріанн розташований за координатами 41°14′41″ пн. ш. 79°25′59″ зх. д. / 41.24472° пн. ш. 79.43306° зх. д. (41.244734, -79.433012).  За даними Бюро перепису населення США в 2010 році переписна місцевість мала площу 3,77 км², з яких 3,75 км² — суходіл та 0,02 км² — водойми.

## Демографія
Згідно з переписом 2010 року, у переписній місцевості мешкало 1167 осіб у 457 домогосподарствах у складі 296 родин. Густота населення становила 309 осіб/км².  Було 485 помешкань (128/км²).
Расовий склад населення:
| - 96,6 % — білих - 0,9 % — чорних або афроамериканців - 0,9 % — азіатів - 0,3 % — корінних американців |

До двох чи більше рас належало 0,6 %. Частка іспаномовних становила 2,1 % від усіх жителів.
За віковим діапазоном населення розподілялося таким чином: 16,8 % — особи молодші 18 років, 57,9 % — особи у віці 18—64 років, 25,3 % — особи у віці 65 років та старші. Медіана віку мешканця становила 49,4 року. На 100 осіб жіночої статі у переписній місцевості припадало 92,3 чоловіків;  на 100 жінок у віці від 18 років та старших — 91,9 чоловіків також старших 18 років.
Середній дохід на одне домашнє господарство  становив 72 964 долари США (медіана — 56 875), а середній дохід на одну сім'ю — 92 027 доларів (медіана — 76 964). Медіана доходів становила 43 333 долари для чоловіків та 41 023 долари для жінок. За межею бідності перебувало 9,3 % осіб, у тому числі 4,4 % дітей у віці до 18 років та 7,2 % осіб у віці 65 років та старших.
Цивільне працевлаштоване населення становило 467 осіб. Основні галузі зайнятості: освіта, охорона здоров'я та соціальна допомога — 41,8 %, роздрібна торгівля — 11,3 %, публічна адміністрація — 8,8 %, виробництво — 8,8 %.